# 全國高等學校綜合文化祭
全國高等學校綜合文化祭（日语：／ Zenkoku Kōtō Gakkō Sōgō Bunkasai），簡稱全國高綜文祭，是集結全國各都道府縣學生代表，從事美術作品展示、演劇與音樂舞臺表演等藝術與文化活動的日本高等學校文化祭典。文化祭由文化廳、全國高等學校文化聯盟、成為主辦地的都道府縣與市町村及其教育委員會主辦。文化祭與通稱Inter-High的全国高等学校综合体育大会形成對照，又稱「文化部的Inter-High」（文化部のインターハイ）。